# PCC 7000/7100
PCC 7000/7100 – typ belgijskiego tramwaju produkowanego w latach 1951–1971 dla przedsiębiorstwa komunikacyjnego w Brukseli (Société des transports intercommunaux de Bruxelles). Tramwaje tego typu produkowano w trzech belgijskich firmach: La Brugeoise et Nivelles, Nicaise & Delcuve oraz ACEC. 12 lutego 2010 nastąpiło oficjalne zakończenie eksploatacji wagonów tego typu w Brukseli, która była jedynym odbiorcą wagonów PCC 7000/7100.

## Konstrukcja
PCC 7000/7100 to jednokierunkowy wagon silnikowy, wyposażony w troje dzielonych, dwuskrzydłowych drzwi. Pudło opiera się na dwóch dwuosiowych wózkach. Wewnątrz umieszczono siedzenia ze skóry, umiejscowione podobnie jak w polskich bezprzedziałowych wagonach kolejowych.
Konstrukcja PCC 7000/7100 powstała na bazie amerykańskiego tramwaju PCC. Jest to jego licencyjna wersja, różniąca się od oryginalnych PCC kilkoma detalami. Różnice to zamontowany pod włos pantograf połówkowy, niedzielone okna, przód podobny do tego z polskich wagonów Konstal 13N, który jest zresztą dość podobny do belgijskiego PCC 7000/7100.

## Dostawy
| Państwo        | Miasto         | Typ            | Lata dostaw    | Liczba | Numery taborowe |
| -------------- | -------------- | -------------- | -------------- | ------ | --------------- |
| Belgia         | Bruksela       | PCC 7000/7100  | 1958           | 170    | 7001-7171       |
| Łączna liczba: | Łączna liczba: | Łączna liczba: | Łączna liczba: | 170    |                 |

## Galeria

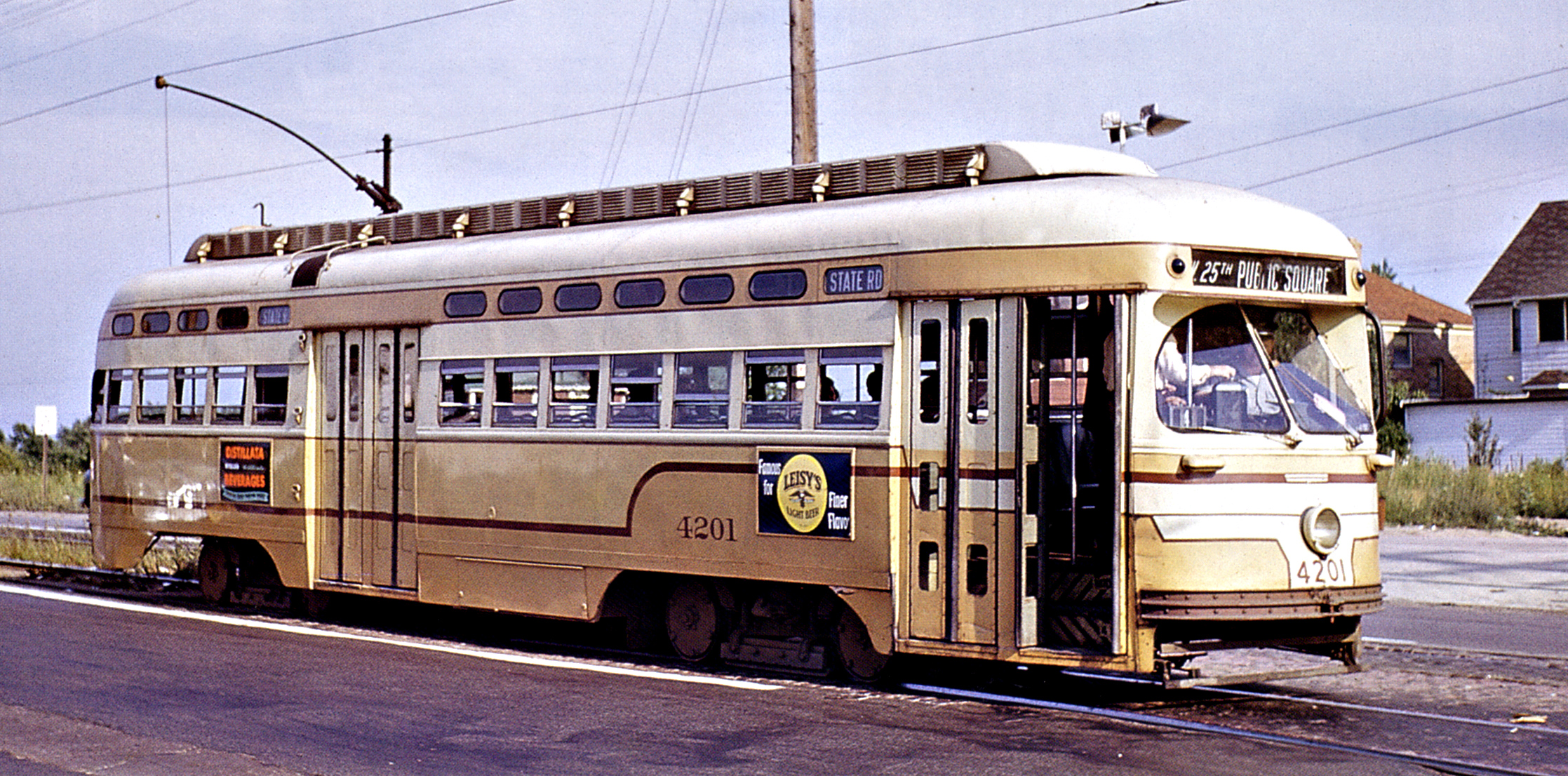
Pierwowzorem PCC 7000/7100 był oryginalny, amerykański tramwaj PCC
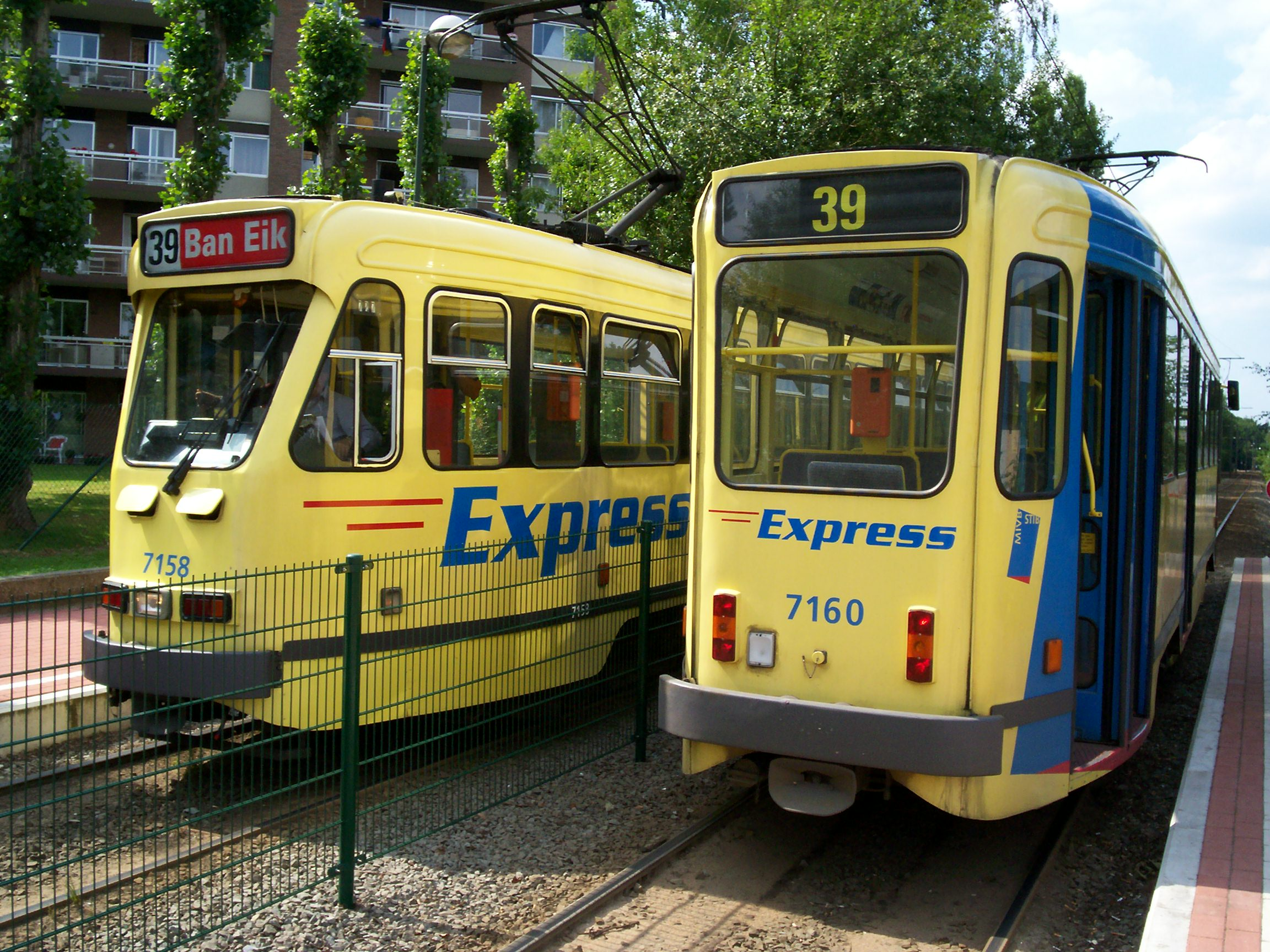
Mijające się wagony PCC 7000/7100 w Brukseli
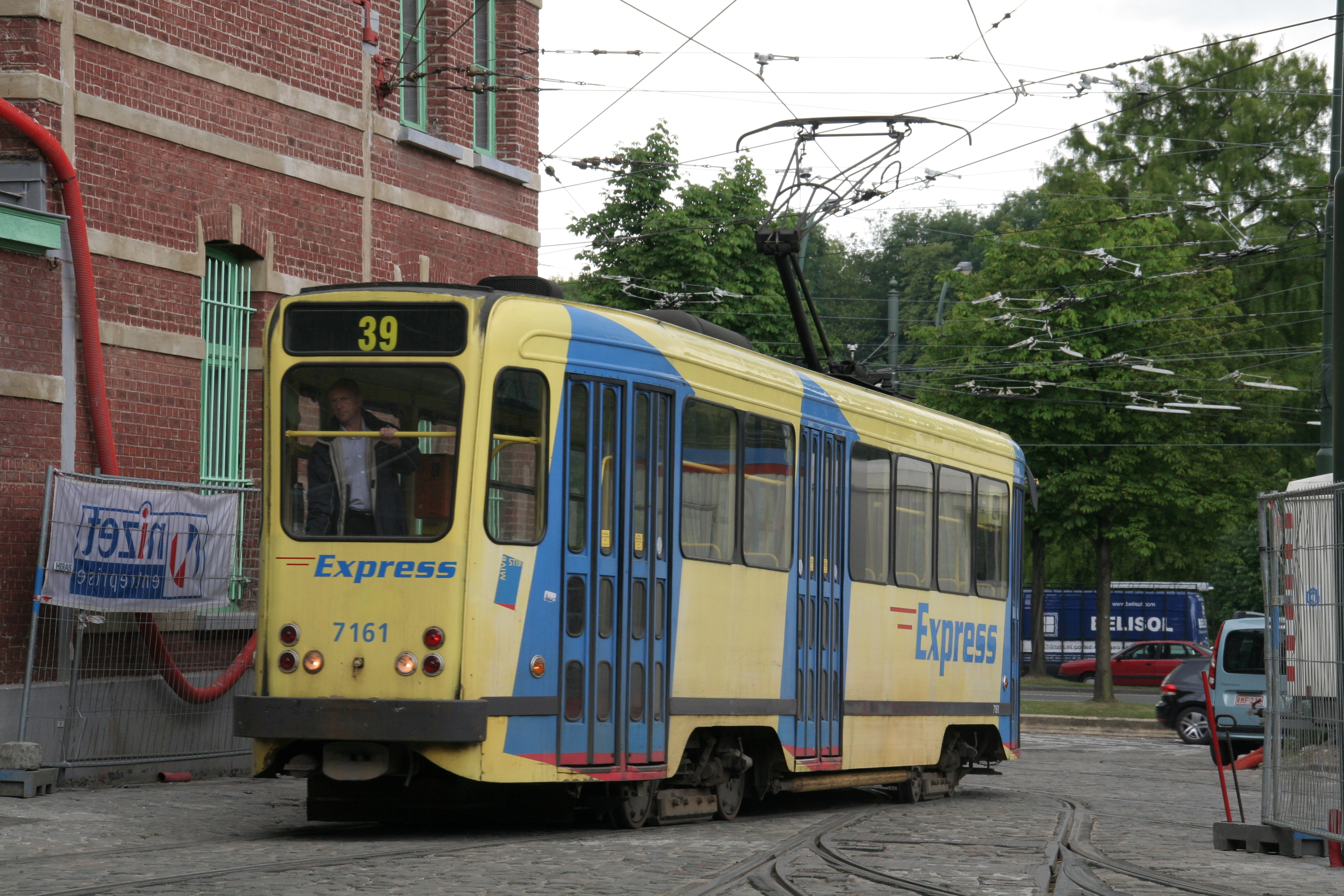
PCC 7000/7100 na linii 39
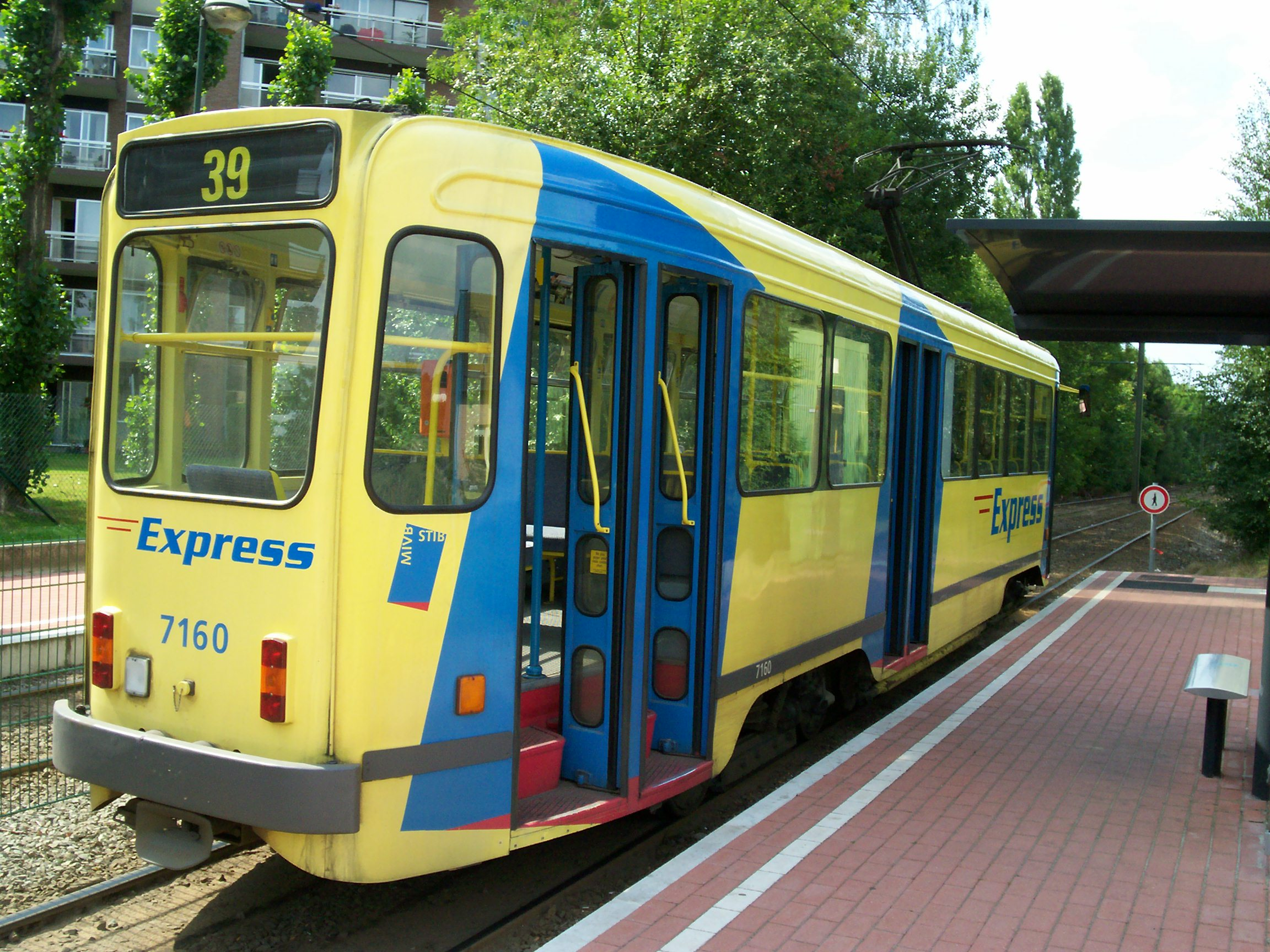
Tył brukselskiego PCC 7000/7100
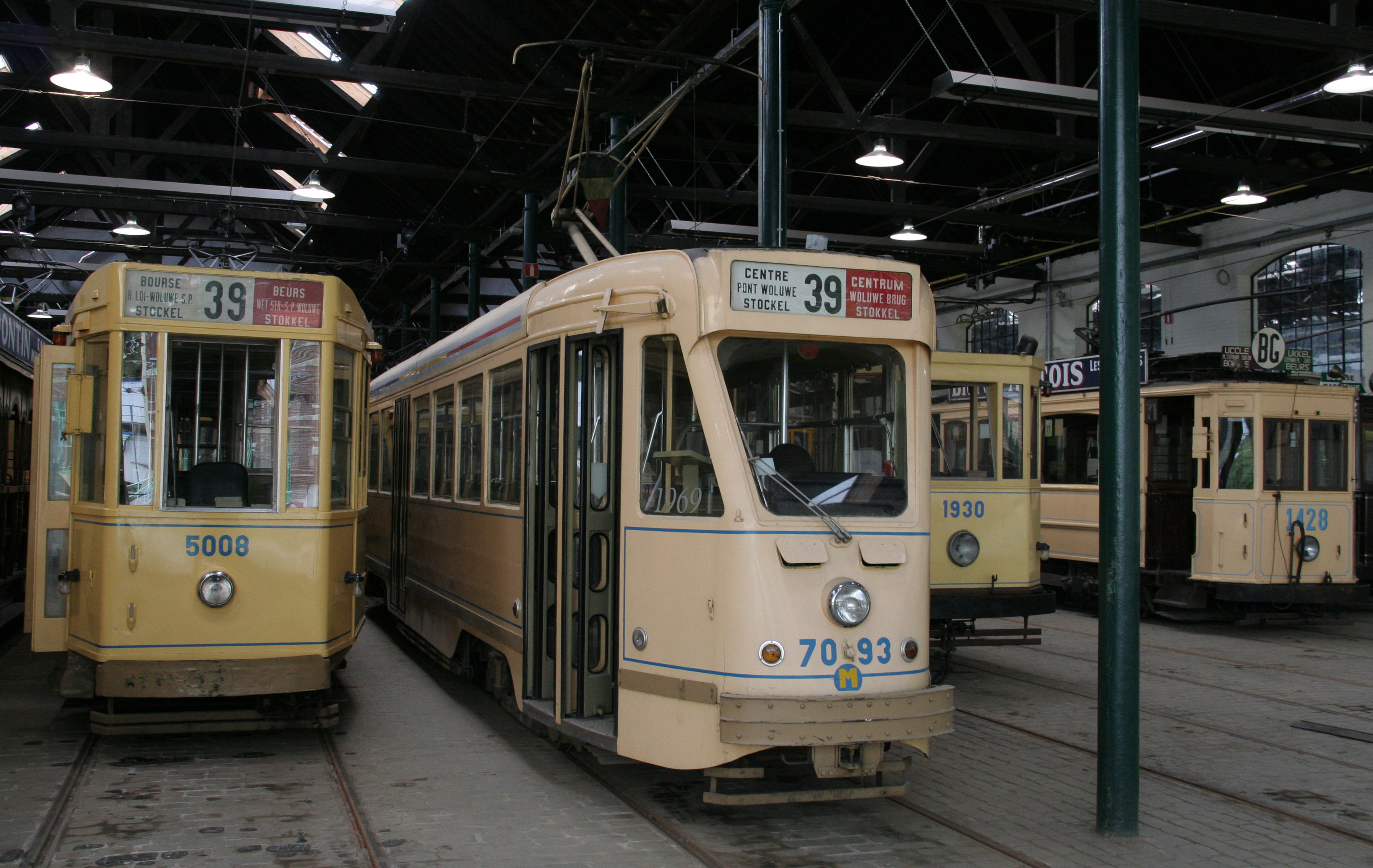
PCC 7000/7100 w muzeum w Brukseli